# Ángel Romano
Alfredo Ángel Romano (Montevidéu, 2 de agosto de 1894 — 22 de agosto de 1972) foi um futebolista uruguaio, fez parte da chamada Celeste Olímpica, conquistando, entre outros títulos, o Futebol nos Jogos Olímpicos de Verão de 1924.
Com 50 títulos conquistados ao longo de 20 anos de carreira, Ángel Romano é o futebolista com mais títulos oficiais na história do futebol.

## Carreira
Nasceu perto do Parque Central, onde futuramente o Nacional faria o seu estádio. E começou a integrar as fileiras da equipe tricolor em 1910,com 15 anos de idade. Em 1911, em razão de um cisma no clube de seus amores vai jogar primeiramente no C.U.R.C.C.(futuro Peñarol), e entre 1913 e 1914 atua no Boca Juniors.
Mas, a partir de 1915, é um dos artífices da equipe que dominaria com hierarquia o futebol da nação que já despontava como a grande potência futebolística do continente.
Os que o viram atuar, diziam que ele era capaz de driblar todos os adversários e esperar a se recomporem para poder dribla-los novamente.Atuou em todos os cinco postos da dianteira, o que denotava a capacidade extraordinária de El Loco, como era chamado.Até 1930 defenderia o Nacional em 388 jogos, assinalando 164 gols.
Foi oito vezes campeão uruguaio (1915, 1916, 1917, 1919, 1920, 1922, 1923 e 1924).E com a seleção nacional,pela qual atuaria pela primeira vez com 16 anos  em 1911, venceu as Copas América de 1916, 1917, 1920, 1923, 1924 e 1926 (recorde da competição), e  finalmente o memorável ouro olímpico em Paris, em 1924. De 1911 a 1927, vestiu em 68 ocasiões a camisa celeste, marcando 28 gols.

## Títulos
Ao todo, Ángel Romano conquistou 50 títulos, o que faz dele o futebolista com mais títulos conquistados na história

### Por Clubes
CURCC
- Primera División (1): 1911
- Copa de Honor (1): 1911
- Copa de Honor Cousenier (1): 1911

Nacional
- Primera División (8): 1915, 1916, 1917, 1919, 1920, 1922, 1923 (AUF), 1924 (AUF)
- Copa de Honor (3): 1915, 1916, 1917
- Copa de Competencia (7): 1912, 1913, 1914, 1915, 1919, 1921, 1923
- Tie Cup (2): 1913, 1915
- Copa de Honor Cousenier (3): 1915, 1916, 1917
- Copa Aldao (3): 1916, 1919, 1920

Seleção Uruguaia
- Copa América (6): 1916, 1917, 1920, 1923, 1924, 1926
- Jogos Olímpicos (1): 1924
- Copa Lipton (5): 1911, 1912, 1919, 1922, 1923
- Copa Newton (4): 1912, 1917, 1919, 1920
- Copa Premier Honor Uruguayo (5): 1911, 1912, 1918, 1919, 1920